# Mikhail Vasilyevich Lomonosov
Mikhail Vasilyevich Lomonosov (Phiên âm tiếng Việt: Mi-kha-in Va-si-ly-ích Lô-mô-nô-xốp, tiếng Nga: Михаи́л Васи́льевич Ломоно́сов; sinh ngày 19 tháng 11 [lịch cũ 8 tháng 11] năm 1711 – 15 tháng 4 [lịch cũ 4 tháng 4] năm 1765, Sankt-Peterburg) là một nhà bác học người Nga. Ông là nhà khoa học, là nhà văn đã có nhiều đóng góp quan trọng cho văn học, giáo dục và khoa học. Các thành tựu đáng chú ý của  Lomonosov bao gồm việc khám phá ra khí quyển Sao Kim và định luật bảo toàn khối lượng trong các phản ứng hóa học. Lĩnh vực nghiên cứu của ông bao gồm khoa học tự nhiên, hóa học, vật lý, khoáng vật học, lịch sử, nghệ thuật, triết học, dụng cụ quang học và nhiều lĩnh vực khác. Lomonosov là người khai sinh ra ngành địa chất học hiện đại, ngoài ra, ông cũng là một nhà thơ và có đóng góp cho sự ra đời của Ngôn ngữ văn học Nga hiện đại.

## Xuất thân và thuở thiếu thời
Lomonosov sinh ra tại làng Mishaninskaya (về sau được đổi tên thành Lomonosovo để tôn vinh ông), ở vùng Archangelgorod, trên một hòn đảo gần với Kholmogory, nằm về phía Bắc xa xôi của nước Nga. Cha của ông, Vasily Dorofeyevich Lomonosov, là một ngư dân khá giả, về sau trở thành chủ thuyền, tích lũy được kha khá tài sản nhờ những chuyến vận chuyển hàng hóa từ Arkhangelsk tới Pustozyorsk, Solovki, Kola, và Lapland. Mẹ Lomonosov, bà Elena Ivanovna Sivkova, là người vợ đầu của ông Vasily, vốn là con gái của một người trợ tế.
Lomonosov sống ở Denisovka cho đến năm lên 10, khi cha ông thấy rằng con trai đã đủ lớn để tham gia vào kinh doanh. Ông bắt đầu đưa Lomonosov đi cùng trong các chuyến làm ăn.
Đối với cậu bé Lomonosov, kinh doanh không làm cậu hứng thú như việc học. Khát khao học hỏi của cậu vô cùng mãnh liệt. Lomonosov được người hàng xóm Ivan Shubny dạy cho biết đọc từ khi còn nhỏ, và  ông đã dành tất cả thời gian rảnh rỗi để đọc sách. Lomonosov tiếp tục học với người trợ tế trong làng, ông S.N. Sabelnikov, nhưng trong suốt nhiều năm các cuốn sách ông được tiếp cận chỉ toàn về tôn giáo. Khi lên mười bốn tuổi, Lomonosov nhận được cuốn sách ngữ pháp Tiếng Xla-vơ Nhà thờ hiện đại của Meletius Smotrytsky và cuốn Số học của Leonty Magnitsky. Lomonosov suốt đời là một tín đồ Chính thống giáo Nga, nhưng lại có qua lại gần gũi với phái ly giáo Cựu tín hữu (Old Believers) ngay từ khi còn trẻ, và sau này ông trở thành một nhà thần luận.
Năm 1724, cha ông kết hôn lần thứ ba và cũng là lần cuối cùng. Lomonosov và mẹ kế Irina không có mối quan hệ tốt. Ông cảm thấy không thoải mái khi ở nhà, cộng với việc nếu ở Mishaninskaya, ông không thể tiếp tục học cao hơn nữa. Cuối cùng ông quyết định rời làng.

## Học ở Moskva và Kiev
Năm 1730, ở tuổi mười chín, Lomonosov đi bộ tới Moskva với quyết tâm "nghiên cứu khoa học". Không lâu sau khi đến nơi, ông được nhận vào học tại Học viện Latin Hy Lạp Slav bằng cách giả vờ mình là con trai của một nhà quý tộc ở Kholmogory. Năm 1734, việc bịa đặt này cùng với lời nói dối rằng ông là con của một thầy tế suýt khiến ông bị đuổi học, nhưng may mắn cuộc điều tra qua đi mà không gây ra hậu quả nghiêm trọng nào.
Lomonosov tiêu 3 đồng kopeck mỗi ngày, chỉ ăn độc bánh mỳ đen và uống kvass, nhưng ông lại tiến bộ trong việc học tập. Người ta cho rằng năm 1735, sau ba năm ở Moskva, ông được gửi tới Kiev để học một thời gian ngắn tại Học viện Kyiv-Mohyla. Ông sớm chán ngấy cách dạy học ở đó và quyết định quay trở lại Moskva để tiếp tục học tập.Chỉ trong vòng năm năm, Lomonosov đã hoàn thành chương trình học dài 12 năm. Đến năm 1736, cùng với 12 sinh viên tốt nghiệp xuất sắc nhất, Lomonosov được trao học bổng học tại Học viện St. Petersburg. Ông lao đầu vào học hành và nhận được học bổng bốn năm tại Đức, đầu tiên là ở Đại học Marburg và sau đó là ở Freiberg.

## Du học
Đại học Marburg nằm trong số những trường đại học quan trọng nhất ở châu Âu hồi thế kỷ 18 vì nhà triết học lừng danh của phong trào Khai sáng Đức, Christian Wolff, công tác ở đó. Lomonosov trở thành một trong những học trò của Wolff trong thời gian từ tháng 11 năm 1736 đến tháng 7 năm 1739. Mối liên hệ với Christian Wolff, cả về mặt triết học lẫn với tư cách nhà quản trị khoa học, sẽ trở thành yếu tố có sức ảnh hưởng mạnh mẽ nhất tới cuộc đời Lomonosov. Trong giai đoạn 1739-1740, ông nghiên cứu khoáng vật học, luyện kim và khai khoáng tại phòng thí nghiệm của Bergrat Johann Friedrich Henckel' ở Freiberd. Tại đó, Lomonosov nâng cao kiến thức về văn học Đức.
Lomonosov nhanh chóng thành thạo tiếng Đức. Cùng với triết học, ông nghiêm túc nghiên cứu hóa học, tìm hiểu các tác phẩm của nhà thần học và nhà triết học tự nhiên người Ai-len Robert Boyle, và thậm chí bắt đầu thử làm thơ. Lomonosov cũng hình thành mối quan tâm với văn học Đức. Người ta đồn rằng ông đặc biệt ngưỡng mộ Günther. Bài thơ về việc giành lại Khotin từ tay quân Thổ, sáng tác năm 1739, nhận được nhiều sự chú ý từ Saint Petersburg. Ngược với niềm ngưỡng mộ dành cho Wolff, Lomonosov tranh luận dữ dội với Henckel về các khóa đào tạo mà ông cùng hai sinh viên đồng hương đang theo học tại Freiberg, cũng như về sự hỗ trợ tài chính rất hạn hẹp mà Henckel có trách nhiệm phải cung cấp cho người Nga, sau khi họ tạo ra cả đống nợ nần ở Marburg. Kết quả là, Lomonosov rời Freiberg khi chưa nhận được sự cho phép nào. Ông lang thang qua Đức, Hà Lan và cố gắng xin phái viên Nga giấy phép quay trở lại Học viện St Peterburg song bất thành.
Trong thời gian ở Marburg, Lomonosov ở trọ nhà bà Catharina Zilch, vợ một người ủ bia quá cố. Ông nảy sinh tình cảm với con gái Elizabeth Christine Zilch của bà Catharina. Họ kết hôn tháng 6 năm 1740. Lomonosov nhận ra không thể nuôi gia đình với đồng trợ cấp eo hẹp, lúc có lúc không nhận được từ Học viện Khoa học Nga. Khi tình hình trở nên tuyệt vọng, ông kiên quyết xin được giấy phép trở về Saint Petersburg.

## Quay trở lại Nga

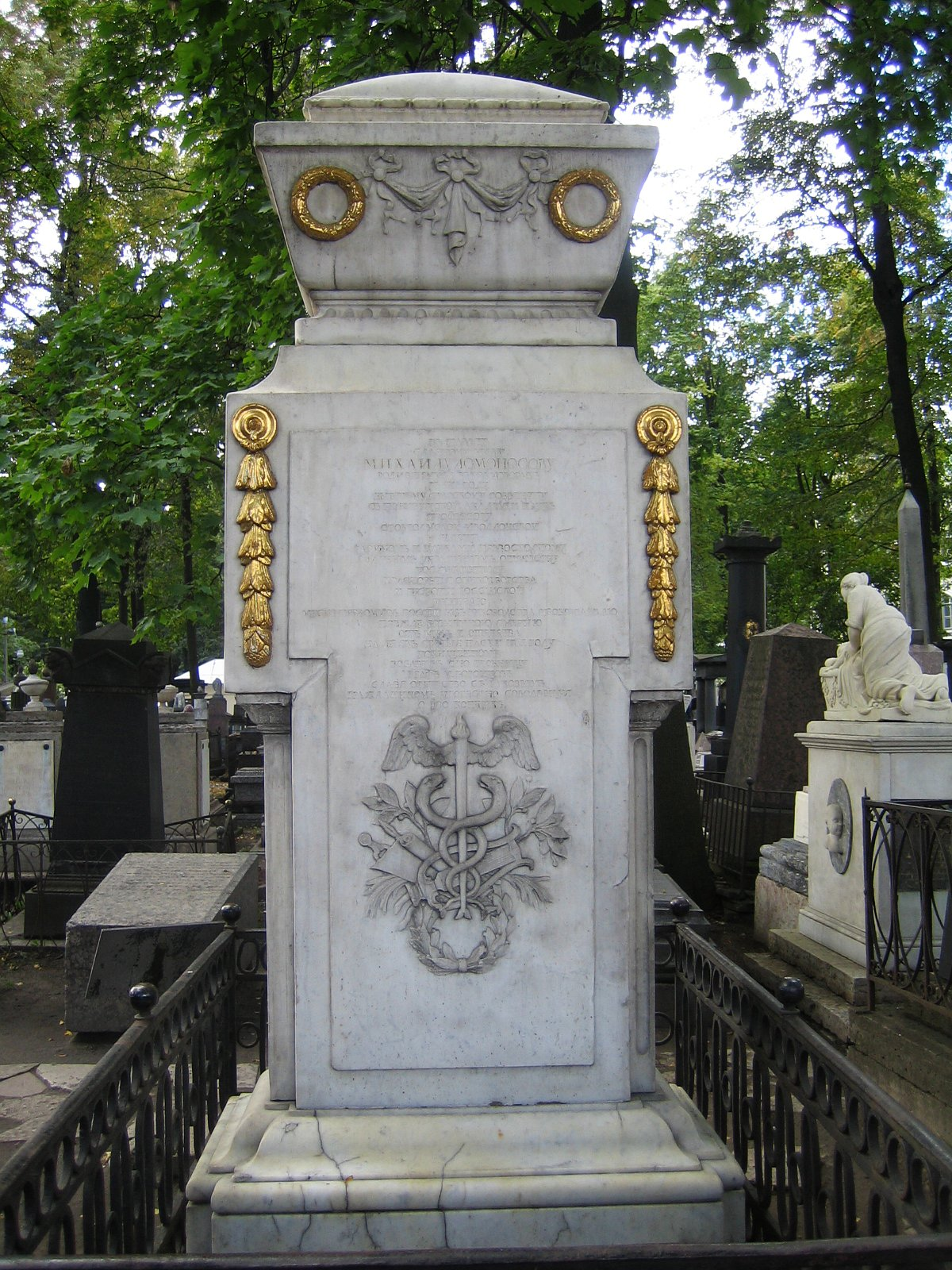
Mộ phần Lomonosov ở nghĩa trang Lazarevskoe, Alexander Nevsky Lavra, Saint Petersburg

Lomonosov quay trở lại Nga vào tháng 6 năm 1741 sau 4 năm 8 tháng ở nước ngoài. Một năm sau đó, ông nhận được vị trí phụ tá ở khoa vật lý Học viện Khoa học Nga. Tháng 5 năm 1743, Lomonosov bị buộc tội, bị bắt giữ, rồi chịu quản thúc tại gia trong suốt 8 tháng vì dường như ông đã xúc phạm nhiều người có liên quan tới Học viện. Ông được tha thứ và thả ra vào tháng 1 năm 1744, sau khi tạ lỗi tất cả những người liên quan.
Lomonosov trở thành thành viên toàn diện của Học viện, và nhận học hàm Giáo sư hóa học năm 1745. Ông xây dựng phòng thí nghiệm đầu tiên của Học viện. Nóng lòng muốn cải thiện nền giáo dục Nga, vào năm 1755, Lomonosov cùng với nhà bảo trợ- bá tước Ivan Shuvalov, thành lập Đại học Moskva.
Năm 1760, ông được chọn làm Thành viên Ngoại quốc của Học viện Khoa học Hoàng gia Thụy Điển. Đến năm 1764, ông trở thành Thành viên Ngoại quốc của Học viện Khoa học của Bologna. Cùng năm đó ông được bổ nhiệm vào vị trí Hội viên hội đồng quốc gia, nằm ở cấp bậc V trong Bảng cấp bậc của Đế chế Nga.

## Qua đời
Lomonosov qua đời ngày 4 tháng 4, năm 1765 ở Saint Petersburg. Ông được công nhận là "Cha đẻ của Khoa học Nga", cho dù lúc bấy giờ nhiều thành quả khoa học của ông vẫn còn ít được người nước ngoài biết tới. Cuối thế kỷ 19, đặc biệt là trong thế kỷ 20, tức rất lâu sau khi qua đời, thành quả của ông mới được đánh giá đúng tầm.

## Thành tựu

### Nhà vật lý học
Năm 1756, Lomonosov cố gắng tái tạo lại thí nghiệm của Robert Boyle năm 1673. Ông kết luận rằng thuyết phlogiston đang được mọi người chấp nhận hoàn toàn sai. Tiên liệu trước các khám phá của Antoine Lavoisier, ông viết trong nhật ký: "Hôm nay tôi thực hiện một thí nghiệm trong các ống thủy tinh kín nhằm xác định xem liệu khối lượng của kim loại có tăng lên khi chịu tác động của nhiệt không. Các thí nghiệm này - tôi đã ghi lại trong 13 trang - chứng minh rằng nhà khoa học Robert Boyle nổi tiếng đã bị đánh lừa, vì không đánh giá được không khí từ bên ngoài, khối lượng của kim loại bị đốt vẫn giữ nguyên".
Đây là định luật bảo toàn khối lượng trong phản ứng hóa học, mà ngày nay được phát biểu như sau: "Trong một phản ứng hóa học, khối lượng của các chất tham gia bằng khối lượng của các chất tạo thành". Lomonosov, cùng với Lavoisier, được xem như người khám ra định luật bảo toàn khối lượng.
Ông phát biểu rằng tất cả vật chất đều được tạo nên từ các hạt (corpuscle), hay các phân tử. Bản thân các phân tử này lại là một "tập hợp" của các hạt thành phần gọi là nguyên tử.  Trong bài luận "Thành phần của hóa học toán học" (1741, chưa hoàn thành), Lomonosov đưa ra định nghĩa như sau: "Một thành tố (element) là một phần của một  vật thể, mà không chứa bất kỳ một thể nào khác nhỏ hơn... hạt (corpuscle) là một tập hợp của các thành tố hình thành nên một khối lượng nhỏ." Trong một nghiên cứu sau này (năm 1748), ông sử dụng thuật ngữ "nguyên tử" thay cho "thành tố" (element), và "particula" (hạt) hoặc "phân tử" thay cho "corpuscle".
Lomonosov coi nhiệt là một dạng chuyển động, ông cũng đề xuất lý thuyết sóng của ánh sáng, đóng góp vào việc công thức hóa thuyết động năng của chất khí, và phát biểu ý tưởng về sự bảo toàn khối lượng bằng những lời nói như sau: "Tất cả sự thay đổi trong tự nhiên đều là lấy từ một vật và thêm vào một vật khác. Vì thế, nếu lượng vật chất giảm ở một nơi, nó phải năng lên ở nơi nào đó. Định luật phổ quát về tự nhiên bao quát các định luật về chuyển động, vì khi vật này khiến vật kia chuyển động bằng lực do nó gây ra, thực tế vật này đã chuyển cho vật kia lực mà nó mất đi." (những lời này lần đầu xuất hiện trong một lá thư gửi Leonhard Euler ngày 5 tháng 7 năm 1748, và sau đó được diễn đạt lại và xuất bản trong bài luận "Suy nghĩ về tính vững chắc và tính lưu của vật thể", năm 1760).

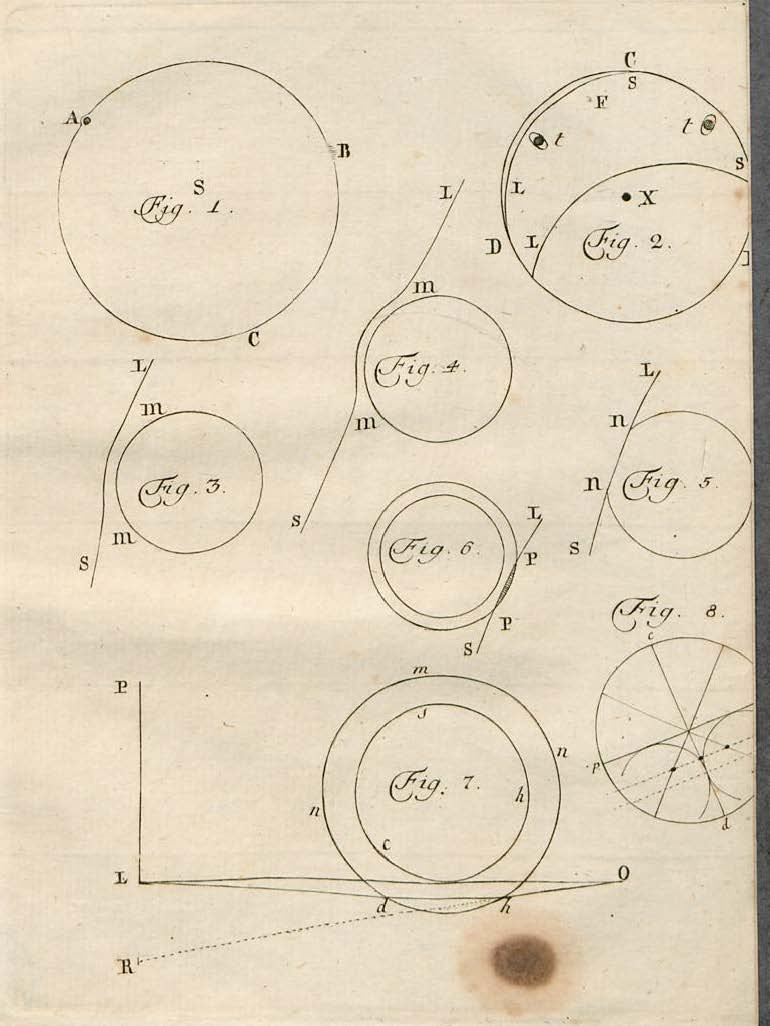
Biểu đồ Mikhail Lomonosov vẽ diễn tả "Sự xuất hiện của Sao Kim phía trên Mặt Trời, quan sát từ Học viện Khoa học Hoàng gia St. Petersburg ngày 26 tháng 5 năm 1761."

### Nhà thiên văn học
Lomonosov là người đầu tiên phát hiện và đánh giá đúng về bầu khí quyển của Sao Kim trong lần quan sát hiện tượng Sao Kim đi qua đĩa sáng Mặt Trời (transit) năm 1761 ở một đài quan sát nhỏ gần nhà tại thành phố St Petersburg.
Tháng 6 năm 2012, trong lần Sao Kim đi qua đĩa sáng Mặt Trời (ngày 5-6 tháng 6 năm 2012), một nhóm các nhà thiên văn học tái hiện thí nghiệm khám phá khí quyển Sao Kim của Lomonosov, sử dụng một kính thiên văn khúc xạ cổ. Họ kết luận rằng kính thiên văn của Lomonosov, nếu như đúng theo những gì ông mô tả trong tài liệu ông viết năm 1761, hoàn toàn đủ khả năng phát hiện vòng cung ánh sáng bao quanh Sao Kim khi hành tinh này bắt đầu "đi qua" Mặt Trời và khi thoát ly khỏi.
Năm 1762, Lomonosov giới thiệu với Học viện Khoa học Nga một mẫu thiết kế kính phản xạ cải tiến. Kính của ông đặt gương sơ cấp nghiêng một góc 4 độ so với trục của kính thiên văn. Cách bố trí này giúp cho hình ảnh "hội tụ" tại thành ống kính thiên văn, từ đó nhà quan sát có thể thấy hình ảnh thông qua một thị kính mà không làm chặn mất hình ảnh. Tuy nhiên, phát minh này mãi đến năm 1827 mới được xuất bản, vì thế mẫu kính thiên văn của Lomonosov rất giống với thiết kế kính thiên văn Herschel của nhà thiên văn học nổi tiếng William Herschel (mặc dù Lomonosov phát minh ra trước).

### Nhà hóa học và địa chất học
Năm 1759, cùng với cộng sự là viện sĩ viện Hàn lâm Joseph Adam Braun, Lomonosov trở thành người đầu tiên ghi nhận được điểm đóng băng của thủy ngân và lần đầu tiên thực hiện thí nghiệm với khám phá này. Tin rằng thiên nhiên luôn phụ thuộc vào sự biến động đều đặn và liên tục, ông chứng minh được nguồn gốc hữu cơ của đất, than bùn, dầu mỏ và hổ phách. Năm 1745, ông xuất bản một danh mục trên 3000 loại khoáng vật. Đến năm 1760, Lomonosov đã giải thích được sự hình thành của tảng băng trôi.
Năm 1763, Lomonosov xuất bản sách Về địa tầng của Trái Đất (On The Strata of the Earth) - tác phẩm địa chất học quan trọng nhất do ông thực hiện.

### Thợ khảm

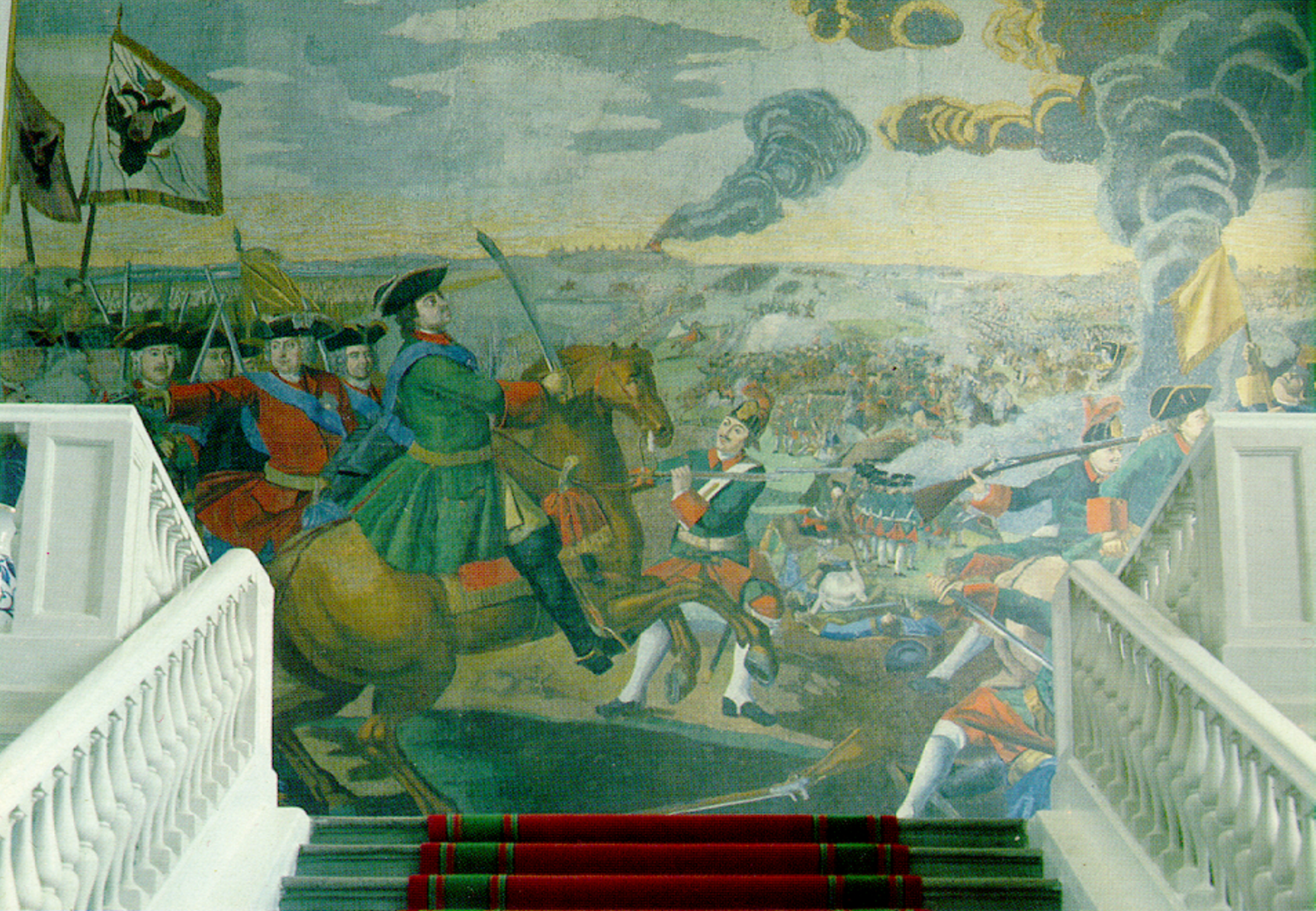
Bức tranh khảm hoành tráng nhất của Lomonosov miêu tả lại Trận chiến Poltava.

Lomonosov tự hào là người khôi phục nghệ thuật tranh khảm (mosaic) cổ xưa. Năm 1754, trong lá thư gửi Leonhard Euler, ông viết rằng ba năm thí nghiệm tác động của bản chất hóa học lên màu sắc của khoáng vật đưa dẫn ông lấn sâu vào nghệ thuật tranh khảm. Năm 1763, Lomonosov xây dựng một nhà máy thủy tinh và sản xuất những miếng khảm thủy tinh màu đầu tiên ra đời bên ngoài Italia. Khoảng 40 tranh khảm do ông thực hiện, nhưng chỉ 24 tranh khảm còn tồn tại đến ngày nay. Trong số những tác phẩm đẹp nhất có bức Pyotr Đại đế và bức Trận chiến Poltava, kích thước 4.8 x 6.4 mét.

### Nhà ngữ pháp học, nhà thơ và sử gia
Năm 1755, Lomonosov viết một tác phẩm ngữ pháp mang tính cải cách ngôn ngữ văn chương Nga: kết hợp ngôn ngữ Xla-vơ Nhà thờ cổ xưa với ngôn ngữ bản xứ. Nhằm lý giải sâu sắc hơn các lý thuyết văn chương ông đề ra, Lomonosov viết hơn 20 bài thơ lễ nghi đầy trang nghiêm, nổi tiếng nhất là Buổi tối ngẫm nghĩ về sự oai nghiêm của Chúa. Lomonosov áp dụng học thuyết mang đậm phong cách riêng vào những bài thơ sau này - các chủ đề êm ái hơn cần những từ ngữ chứa nguyên âm trước E, I, Y và U, trong khi những chủ đề gây kinh sợ (như "giận dữ", "đố kỵ", "đau đớn" và "buồn khổ") cần những từ chứa nguyên âm sau như O, U và Y. Ngày nay chúng ta gọi vấn đề này là âm thanh biểu tượng (sound symbolism)
Năm 1760, Lomonosov xuất bản một cuốn sách về lịch sử nước Nga. Không những thế, ông còn nỗ lực sáng tác một thiên anh hùng ca vĩ đại về Pyotr Đại đế, dựa theo tác phẩm Aeneid của Vergil, nhưng không may ông qua đời trước khi hoàn thành tác phẩm.

## Tôn vinh
Nhằm tôn vinh những thành tựu vĩ đại của Lomonosov, thành phố Oranienbaum được đổi tên thành thành phố Lomonosov. Một miệng hố trên Mặt Trăng, một miệng hố khác trên Sao Hỏa và một thiên thạch 1379 Lomonosowa được đặt tên tên của ông. Một vệ tinh Nga phóng lên quỹ đạo năm 2016 cũng mang tên vệ tinh Mikhailo Lomonosov. Nhà máy gốm sứ hoàng gia ở Saint Petersburg mang tên ông từ năm 1925 đến năm 2005. Năm 1948, cây cầu chạy ngầm dưới mặt nước Bắc Băng Dương được đặt tên là Cầu Lomonosov.

Bộ tem kỷ niệm tôn vinh M.V. Lomonosov của Liên Xô và Nga.
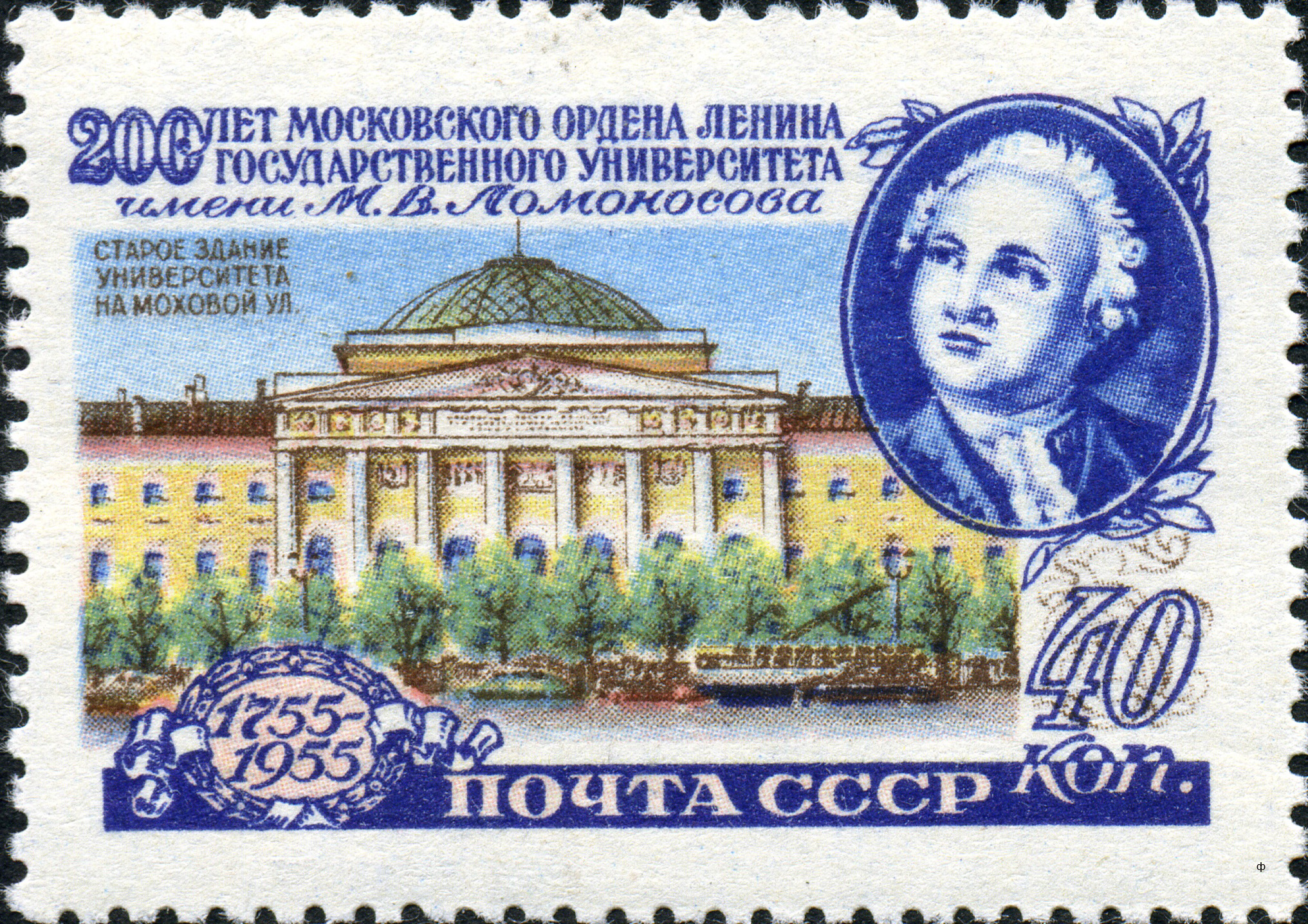
1955
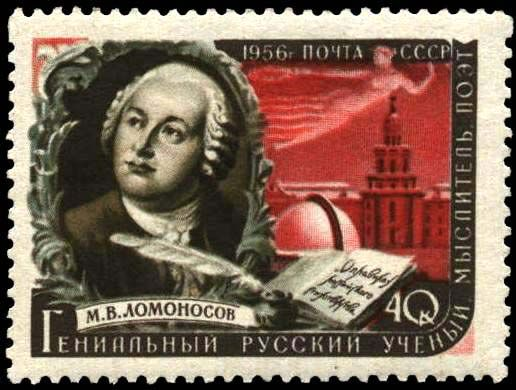
1956
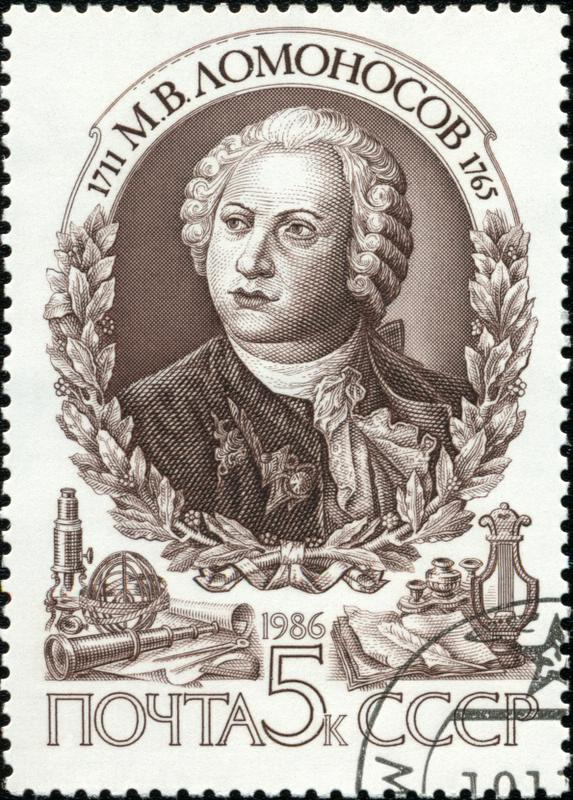
1986
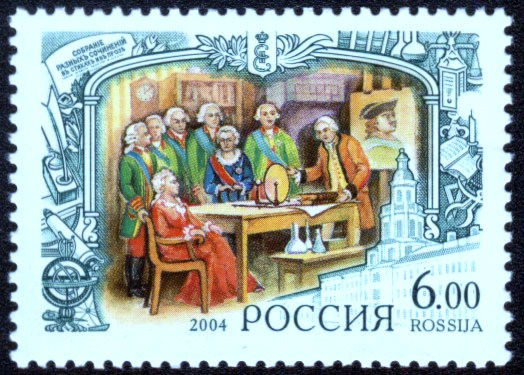
2004
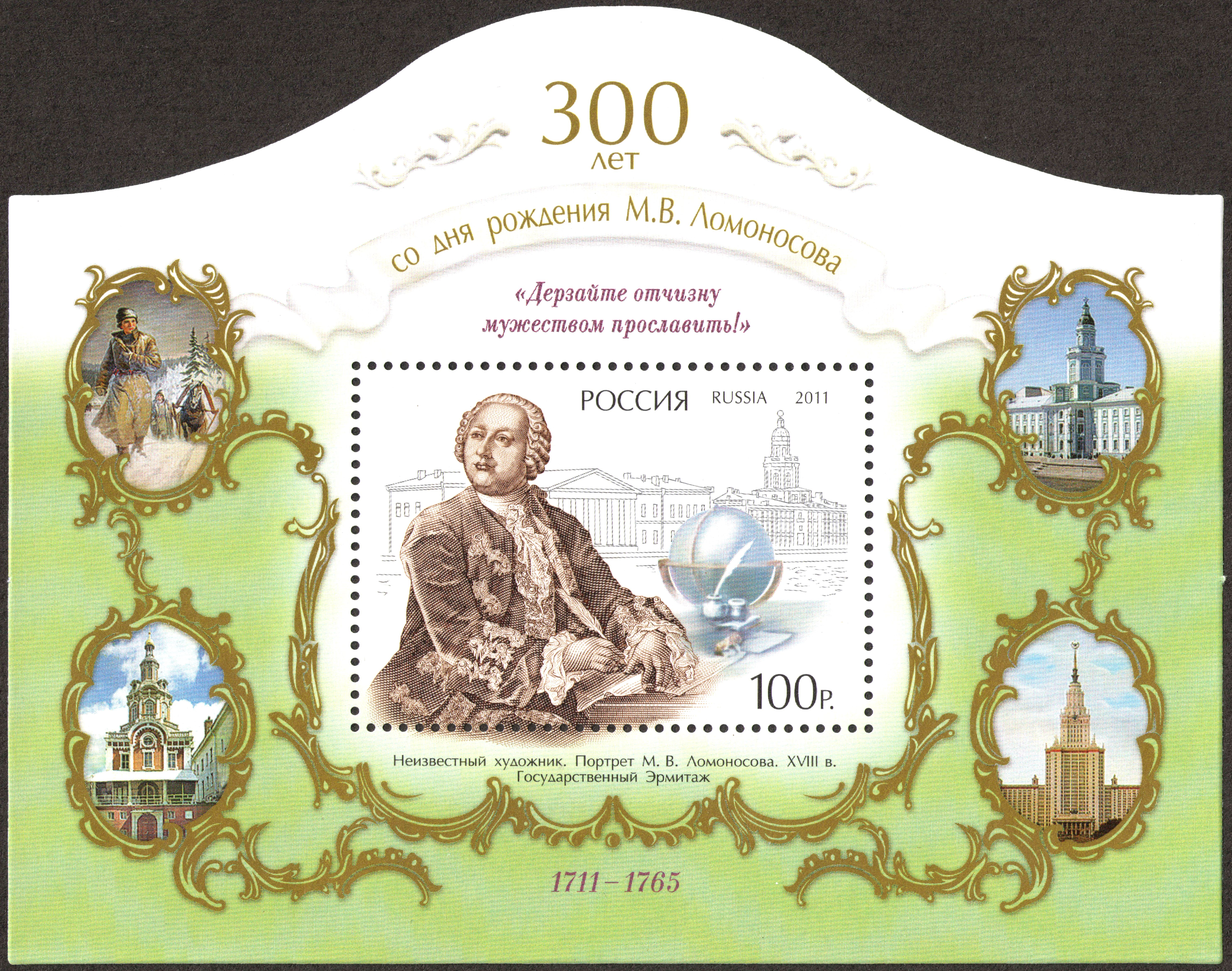
2011
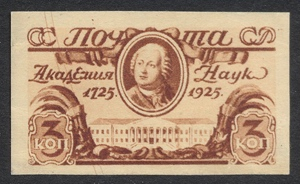
1925
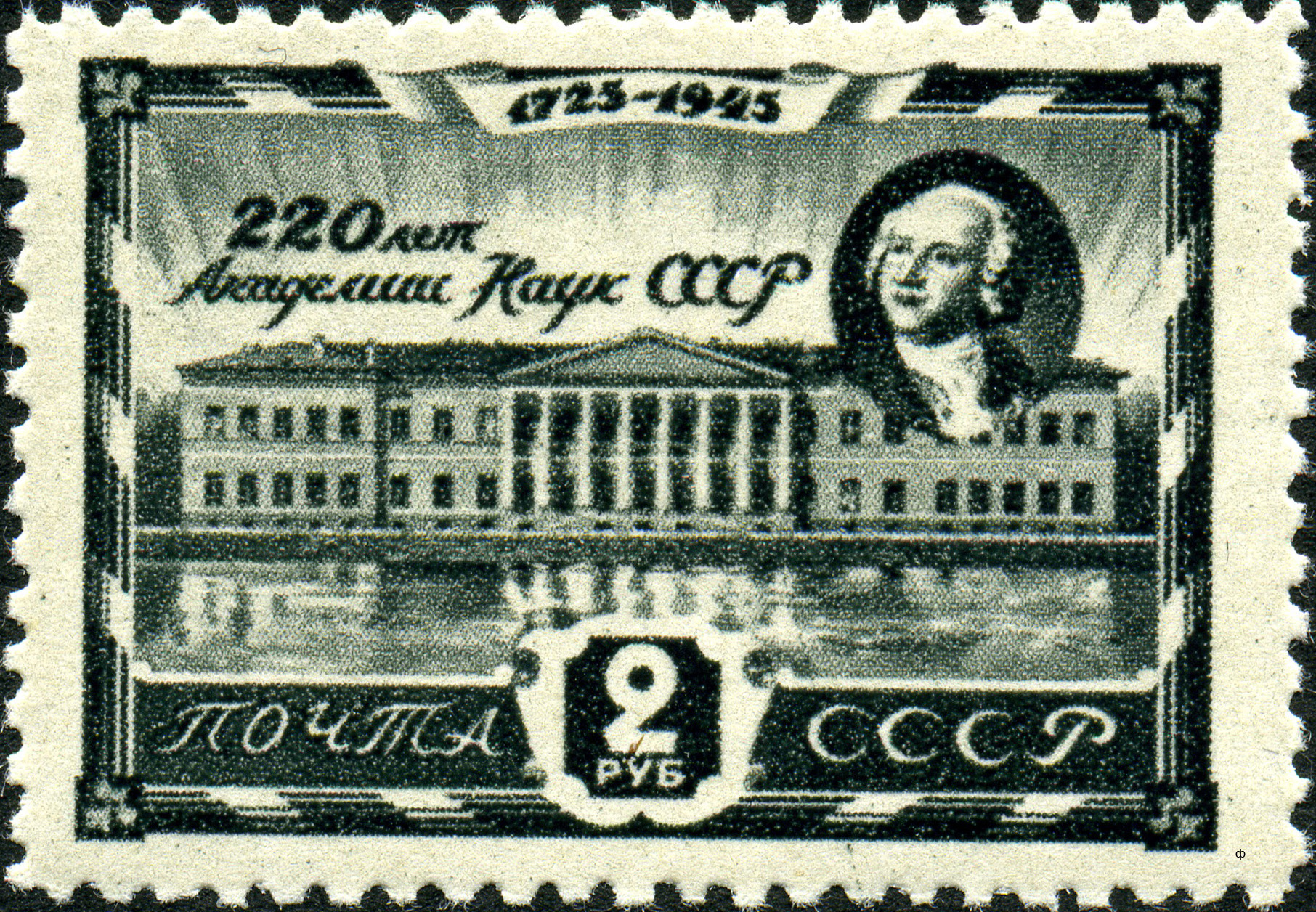
1945
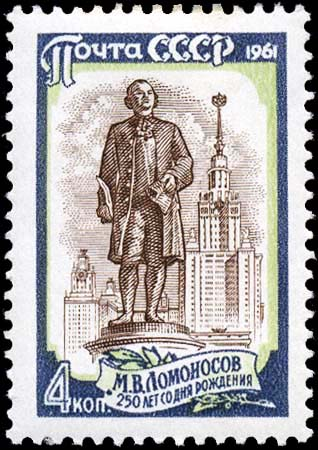
1961
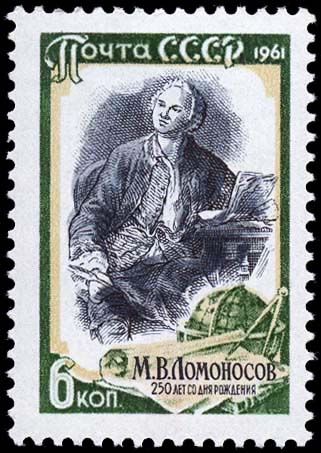
1961
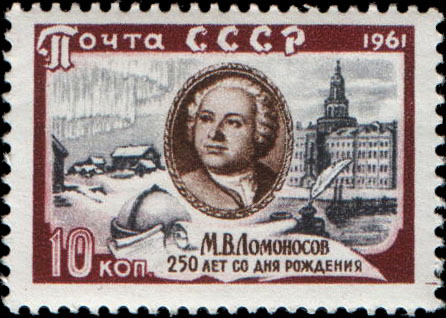
1961

Đại học Quốc gia Moskva, do ông thành lập năm 1755, được đổi tên thành Đại học Quốc gia Moskva M.V. Lomonosov vào năm 1940, nhân dịp kỷ niệm 185 năm ngày thành lập. Ngoài ra còn có Viện Cơ khí và Kỹ thuật điện Moskva M.V. Lomonosov (Viện Lomonosov), Viện Địa hóa Khoáng vật và Thạch học Lomonosov, Học viện Khoa học Liên Xô ở Moskva, Đại học Liên bang vùng Bắc Cực Lomonosov, Viện Công nghệ Công nghiệp Thực phẩm Odessa mang tên M.V. Lomonosov, Đại học Công nghệ hóa chất chuẩn quốc gia Moskva mang tên M.V. Lomonosov, và một số trường khác ở Nga và Kazakhstan tự hào mang tên nhà bác học vĩ đại Lomonosov.

## Tác phẩm
Bản dịch tiếng Anh
- Lomonosov, Mikhail (1767). A Chronological Abridgement of the Russian History. Translated by J.G.A.F. for T. Snelling. [London, Printed for T. Snelling].
- Lomonosov, Mikhail (1966). Panegyric to the Sovereign Emperor, Peter the Great. Translated by Ronald Hingley in Marc Raeff, ed. Russian Intellectual History: An Anthology. Prometheus Books. ISBN 978-0391009059.
- Lomonosov, Mikhail (1970). Mikhail Vasil'evich Lomonosov on the Corpuscular Theory. Translated by Henry M. Leicester. Harvard University Press. ISBN 978-0674574205.
- Lomonosov, Mikhail (2012). The Appearance of Venus on the Sun, Observed at the St.Petersburg Imperial Academy of Sciences on ngày 26 tháng 5 năm 1761. Translated by Vladimir Shiltsev in "Lomonosov's Discovery of Venus Atmosphere in 1761: English Translation of Original Publication with Commentaries". arXiv:1206.3489.
- Lomonosov, Mikhail (2012). On the Strata of the Earth. Translation and commentary by S.M. Rowland and S. Korolev. The Geological Society of America, Special Paper 485. ISBN 978-0-8137-2485-0.
- Lomonosov, Mikhail (2017). Oratio De Meteoris Vi Electrica Ortis – Discourse on Atmospheric Phenomena Originating from Electrical Force (1753). Translation and commentary by Vladimir Shiltsev. arXiv:1709.08847.
- Lomonosov, Mikhail (2018). Meditations on Solidity and Fluidity of Bodies (1760). Translation and commentary by Vladimir Shiltsev. arXiv:1801.00909.

Bản dịch tiếng Đức
- Lomonossow, Michail (1961). Michail Wassiljewitsch Lomonossow. Ausgewählte Schriften in zwei Bänden. Berlin-Akademie Verlag.
- Lomonosov, Michail (2015). Erste Grundlagen Der Metallurgie Oder Des Huttenwesens (1763). Herausgegeben und kommentiert von Friedrich Naumann. Walter de Gruyter. ISBN 978-3110424072.
- Lomonosov, Michail (2017). Naumann, Friedrich (biên tập). Schriften zur Geologie und zum Berg- und Hüttenwesen (1742–1765). Herausgegeben und kommentiert von Friedrich Naumann. Walter de Gruyter. doi:10.1515/9783110424065. ISBN 978-3-11-042406-5. Bản gốc lưu trữ ngày 30 tháng 1 năm 2018. Truy cập ngày 27 tháng 5 năm 2020.